# Андреас Отерлинг
Андреас Отерлинг (швед. Andreas Otterling, Еребро 25. мај 1986) је шведски атлетичар, специјалиста за скок удаљ и троскок

## Спортска биографија
У спортској каријери био је 2 пута првак Шведске, 3 пута други и два пута трећи. Највећи међународни успех постигао је на Европском дворанском првенству 2015. када је у скоку увис освојио бронзану медаљу и поставио лични рекорд са 8,06, метара]].

## Значајнији резултати
| Год.    | Такмичење                    | Место             | Плас.   | Дисциплина | Рез.    |
| Шведска | Шведска                      | Шведска           | Шведска | Шведска    | Шведска |
| ------- | ---------------------------- | ----------------- | ------- | ---------- | ------- |
| 2011    | Европско првенство у дворани | Париз, Француска  | 18.     | скок удаљ  | 7,63 м  |
| 2012    | Европско првенство           | Хелсинки, Финска  | -       | скок удаљ  | БП      |
| 2013    | Европско првенство у дворани | Гетеборг, Шведска | 22.     | скок удаљ  | 7,39 м  |
| 2015    | Европско првенство у дворани | Праг, Чешка       |         | скок удаљ  | 8,06 м  |

## Лични рекорди
Стање на дан 12. март 2015.
| Дисциплина | Дисциплина   | Резултат | Место     | Датум         |
| ---------- | ------------ | -------- | --------- | ------------- |
| Скок удаљ  | на отвореном | 8,03 м   | Лерум     | 12. јун 2012. |
| Скок удаљ  | у дворани    | 8,06 м   | Праг      | 6. март 2015. |
| Троскок    | на отвореном | 16,06 м  | Јенћепинг | 12. јун 2012. |
| Троскок    | у дворани    | 16,22 м  | Стокхолм  | 6. март 2015. |